# Kwallŭk
Kwallŭk (kor. 관륵), imię japońskie Kanroku (jap. 観勒 Kanroku) – koreański mnich buddyjski z Baekje, jeden z wielu koreańskich misjonarzy w Japonii, żył na przełomie VI i VII wieku.
Oprócz tego, że był mnichem buddyjskim, był także mistrzem astrologii, okultyzmu i geografii. W 602 przybył do Japonii z tekstami związanymi z buddyzmem, astrologią, okultyzmem i geografią. Wybrał trzech z czterech japońskich uczonych i nauczał ich. Byli to: Tamafuro (no Fobito), Ōtomonosuguri (no Kōsō) i Tamashiro (no omi no Hinamitate). Cieszył się poparciem cesarzowej Suiko (pan. 593–628) i przebywał w klasztorze Gankō-ji, gdzie wokół niego skupiła się grupa wybranych 34 mnichów.
Kwallŭk był mnichem związanym z naukami szkoły Trzech Traktatów (jap. Sanron-shū; chiń. sanlun; madhjamika), jednak ze względu na ówczesną sytuację w Japonii nie mógł nauczać jej doktryny. Mimo tego w 624 otrzymał tytuł "sōjō" ("biskupa").